# Five Nights at Freddy's 4
Five Nights at Freddy's 4 is een indiecomputerspel, ontwikkeld door Scott Cawthon. Het is (vermoedelijk) een prequel op Five Nights at Freddy's 2. Voor Android werd het uitgebracht op 25 juli 2015 en voor iOS op 3 augustus 2015.

## Plot
Het verhaal speelt zich af in 1983. Fredbear's Family Diner is net geopend en het is Chris/Evan Afton (de zoon en het perspectief waaruit de speler de game speelt) zijn verjaardag. Chris/Evan wordt ook wel The Crying Child genoemd, omdat hij gewoonlijk in tranen uitbarst als zijn broer Michael/Terrance Afton hem laat schrikken met zijn Foxy-masker. Helaas is Chris/Evan tragisch overleden nadat zijn broer en een paar vrienden van Michael/Terrance, Chris/Evan in de bek van Fredbear (creatie van Henry Emily) hebben geschoven. Fredbear heeft toen door een storing een hap van Chris/Evan genomen en is met spoed naar het ziekenhuis gebracht. In het ziekenhuis is Chris/Evan overleden, maar voordat Chris/Evan overlijdt, is hij vijf dagen in coma. Op het moment dat deze vijf dagen beginnen, start de gameplay voor de speler.

## Animatronics
- (Nightmare) Freddy
- (Nightmare) Bonnie
- (Nightmare) Chica
- (Nightmare) Foxy
- (Nightmare) Fredbear
- (Nightmare) Cupcake
- Nightmare
- Freddles
- Plushtrap

## Halloween update
- (Nightmare) Balloon Boy
- (Nightmare) Mangle
- (Nightmare) Puppet[1]
- Jack-O-Bonnie
- Jack-O-Chica

## Trivia
- Dit is de eerste game waarbij niet alle animatronics op een avond tegelijk actief zijn, tenzij Nightmare Fredbear of Nightmare is uitgesloten.
- Wat interessant is is dat de releasedatum van de game verschillende keren is verschoven. De vierde game was oorspronkelijk gepland voor een releasedatum van 31 oktober 2015, totdat Scott Cawthon verschillende Five Nights at Freddy's-gerelateerde youtubers een e-mail stuurde waarin hij uitlegde dat de release van de game was gewijzigd in 8 augustus 2015 ter ere van het 1-jarig jubileum van de originele game. Op 23 juli 2015 bracht Scott echter onverwacht de volledige game op Steam uit voor het publiek, waarbij hij toegaf dat hij niet goed was met de releasedata.
- Elk uur in-game duurt een minuut, in tegenstelling tot de vorige spellen, waarin elk uur in-game anderhalve minuut duurt.
- Voordat Sister Location werd aangekondigd, had Scott Cawthon oorspronkelijk gezegd dat de vierde game de laatste in de serie zou zijn.
- Dit is een van de weinige games in de serie waarin Scott Cawthon geen van de personages vertolkt, terwijl de andere games Five Nights at Freddy's: Sister Location en Freddy Fazbear's Pizzeria Simulator zijn.
- Dit is het enige spel waarin de hoofdpersoon geen volwassene is die als bewaker werkt.
- Dit is de eerste game zonder Phone Guy. De oproep van Nacht 1 uit de eerste game is echter te horen als omgevingsgeluid.
- Dit is de enige game in de serie die in totaal acht nachten heeft, wat betekent dat het de meeste nachten heeft uit alle games in de serie (twaalf als de uitdagingen zijn inbegrepen).
- Voorafgaand aan de release van Ultimate Custom Night had deze game, samen met Five Nights at Freddy's: Sister Location, het grootste aantal antagonisten, met een totaal van twaalf.
- Dit is de eerste game die een grote update heeft gekregen. Deze update wordt echter niet weergegeven in de mobiele poort van de game.